# Kalterbach (Amper)
Der Kalterbach ist ein rechter Zufluss der Amper in Oberbayern.

## Verlauf
Der Kalterbach ist der Ausfluss aus dem  Feldmochinger See an der südlichen Grenze des Dachauer Mooses, in dem sich das Grundwasser der dort flacher werdenden Schotterschicht der Münchner Schotterebene
sammelt. Er fließt Richtung Norden durch Feldmoching, an dessen Nordrand er auf den Würmkanal trifft, den er untertunnelt quert. Überschüssiges Wasser des Würmkanals wird dabei vom Kalterbach aufgenommen. Der Abschnitt zwischen dem Feldmochinger See und dem Würmkanal wird auch als Würmhölzlgraben bezeichnet. 
Der Kalterbach fließt nun durch das Schwarzhölzl und quert den Dachau-Schleißheimer Kanal. Hinter dem Obergrashof mündet der Saubach in den Kalterbach. Kurz vor seiner Mündung in die Amper bei Ampermoching nutzte die Kaltmühle bei Hebertshausen die Wasserkraft des Kalterbachs.

## Geschichte
Durch die Erschließung des oberbayerischen Schlosssystems durch Kanäle wurde der Lauf des Kalterbachs durch den Würmkanal (1601 bzw. 1687) und den Dachau-Schleißheimer Kanal (1691 - 92) durchkreuzt. Eine rekonstruierte Gewässerkreuzung am Schwebelbach zeigt den damaligen Zustand der Kreuzungen des Kalterbachs, an denen eine Gewässervermischung stattfand.
Durch das um 1800 begonnene Torfstechen im Dachauer Moos sank in den folgenden 200 Jahren der Grundwasserspiegel und somit die Tiefe des Kalterbachs ab. Um 1920 wurde ein umfassendes Grabensystem im Dachauer Moos angelegt. Als Startschuss dessen wurden der Kalterbach auf Betreiben des Obergrashofes in Besitz der Münchner Löwenbräu 1915 bis 1917 von französischen und russischen Kriegsgefangenen vertieft und begradigt und der in den Kalterbach fließende Franzosengraben angelegt. Dies geschah, obwohl das angrenzende Schwarzhölzl 1913 das erste Mal unter Naturschutz gestellt wurde und damit der Grundwasserspiegel enorm abgesenkt wurde. Der Künstler Ludwig Dill schrieb am 16. September 1915 an seinen Freund Adolf Hölzel über die Zerstörung der Landschaft!! Die Russen und Franzosen reguliren den Kalten-, Sau- u. GröbenBach! Ein Elend, ein Jammer!! Alles wird hin!!
Die Quelle des Kalterbachs wurde in den dreißiger Jahren zwecks Kiesentnahme ausgebaggert und es entstand der Feldmochinger See. Mittlerweile ist der See ein Erholungsgebiet und der ausmündende Kalterbach wurde bis zur Grenze der Stadt München naturnäher gestaltet. Durch die Grundwasserspiegelabsenkung durch den Bau der Regattastrecke Oberschleißheim wurde der Kalterbach um zwei Drittel schmaler, da das restliche Wasser versickert. Staustufen verhelfen dem Bach jetzt zu seiner ursprünglichen Breite, allerdings ist die Wassermenge drastisch reduziert. Auf dem Gebiet des Landkreises Dachau wurden vom Dachauer Moos Verein, einer Vereinigung der Anlieger des Dachauer Mooses, geringfügige Gewässerpflegemaßnahmen durchgeführt.

## Belege
1. ↑  Landeshauptstadt München Referat für Gesundheit und Umwelt (Hg.): Münchner Umweltkalender 1999, Januarblatt.
2. ↑  Gewässerkreuzung (Seite nicht mehr abrufbar, festgestellt im April 2018. Suche in Webarchiven)
3. ↑  Landeshauptstadt München Referat für Gesundheit und Umwelt (Hg.): Münchner Umweltkalender 1999, Januar- und Aprilblatt.
4. ↑  Günther Knoll: Kahle Kiefern und beinharte Sportler. In: Süddeutsche Zeitung vom 26./27. Februar 2011. Landkreis Dachau, R4.
5. ↑  Josef Koller: Geliebtes Schwarzhölzl. Schicksal einer Landschaft im Münchner Nordwesten. Karlsfeld 1990, S. 26 ff.
6. ↑  zit. nach Elisabeth Boser: Die Geschichte der Künstlerkolonie Dachau, in: Zweckverband Dachauer Galerien und Museen (Hg.): Künstlerkolonie Dachau. Blütezeit 1880 bis 1920. Fischerhude 2013, S. 7 bis 37, hier S. 22f.
7. ↑  Josef Koller: Geliebtes Schwarzhölzl. Schicksal einer Landschaft im Münchner Nordwesten. Karlsfeld 1990, S. 51.
8. ↑  Renaturierung Kalterback